# Robert Overmyer
Robert Franklyn Overmyer (Lorain, 14 juli 1936 – Duluth, 22 maart 1996) was een Amerikaans ruimtevaarder. Overmyers eerste ruimtevlucht was STS-5 met de spaceshuttle Columbia en vond plaats op 11 november 1982. Tijdens de missie werden twee communicatiesatellieten in een baan ronde de Aarde gebracht.
In totaal heeft Overmyer twee ruimtevluchten op zijn naam staan. In 1986 verliet hij NASA en ging hij als astronaut met pensioen. Hij overleed tijdens een testvlucht in 1996.